# Ida Dormitzer
Ida Dormitzer (geboren  28. Oktober 1886 in Nürnberg; gestorben 17. April 1966 in Huntington (Indiana)) war eine deutsche Buchhändlerin.

## Leben
Ida Dormitzer war eine Tochter des Nürnberger Spielwarenagenten und Einzelhändlers David Dormitzer (1850–1909) und der Münchnerin Carolina Aub (1858–1940), sie hatte zwei ältere Schwestern und eine jüngere Schwester, die unter ihrem Ehenamen Luise Bing (1883–1963) ebenfalls Buchhändlerin wurde. Ida Dormitzer besuchte die Höhere Mädchenschule und die Handelsschule in Nürnberg und arbeitete danach in der Kurzwaren- und Spielwarenhandlung ihrer Eltern. Ab 1905 war sie in der Großhandelsabteilung der Drogerie Soldan beschäftigt und wechselte 1908 in das Nürnberger Warenhaus Tietz, in dem sie zunächst die Leihbibliothek und dann die Buch-, Schreibwaren- und Musikalienabteilung führte.

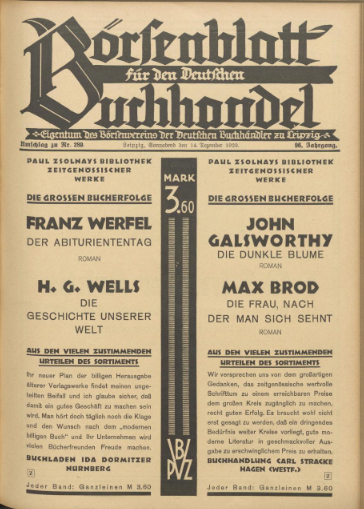
Buchladen Ida Dormitzer 1929 in einer Anzeigenkampagne des Paul Zsolnay Verlags im Börsenblatt

Anfang 1924 eröffnete sie in der Luitpoldstraße 11 die „Buchhandlung Ida Dormitzer“. Nach der Machtübergabe an die Nationalsozialisten 1933 musste ihre Schwester Luise Bing die Nürnberger Lederhandlung, die sie als Witwe ihres Mannes weitergeführt hatte, aufgeben. Sie zog nach München und übernahm 1934 die jüdische Buchhandlung Ewer, 1935 erwarb Dormitzer die Buchhandlung, die weiterhin von ihrer Schwester geführt wurde. Die Münchener Buchhandlung musste 1938 nach den Novemberpogromen geschlossen werden.
Dormitzer musste ihre Buchhandlung in Nürnberg Anfang 1938 aufgeben und an die örtliche  „Buchhandels- und Verlagsgesellschaft Frommann“ im Rahmen der Arisierung verkaufen. Dormitzer emigrierte im Oktober 1938 in die USA, ihrer Schwester Luise Bing gelang 1940 die Flucht dorthin auf dem Weg durch die Sowjetunion und Japan, die Schwester Amalie wurde Opfer des Holocaust. Dormitzer schlug sich in New York zunächst als Haushaltshilfe durch und eröffnete 1941 in Jackson Heights ein kleines Geschäft für Schreibwaren und verkaufte dort mit Unterstützung ihrer Schwester wieder Bücher, wofür sie in der deutschsprachigen Exilzeitung Aufbau warb.